# Plan-y-acción
Plan-y-acción, corriente de marketing que privilegia las acciones por encima de las palabras. Repensando el concepto anacrónico de la mercadotecnia, surge como un replanteamiento que posiciona al marketing como una oportunidad de hacer cosas para la gente, y no una excusa para decirlas. Su creencia central radica en el hecho de que las acciones hablan más fuerte que las palabras, por lo que al comunicar con las primeras y no con las segundas se logran resultados mucho más tangibles en la campaña, basado en que una acción es capaz de superar la efectividad de cualquier texto.
- Datos: Q6077257